# Saint-Denis-d'Authou
Pour les articles homonymes, voir Saint-Denis.
Saint-Denis-d'Authou est une ancienne commune française située dans le département d'Eure-et-Loir en région Centre-Val de Loire, devenue le 1er janvier 2019 une commune déléguée au sein de la commune nouvelle de Saintigny.

## Géographie

### Situation
Saint-Denis-d'Authou dont le point culminant est à 286 mètres, se situe à environ 40 kilomètres au sud-ouest de Chartres.

Situation géographique
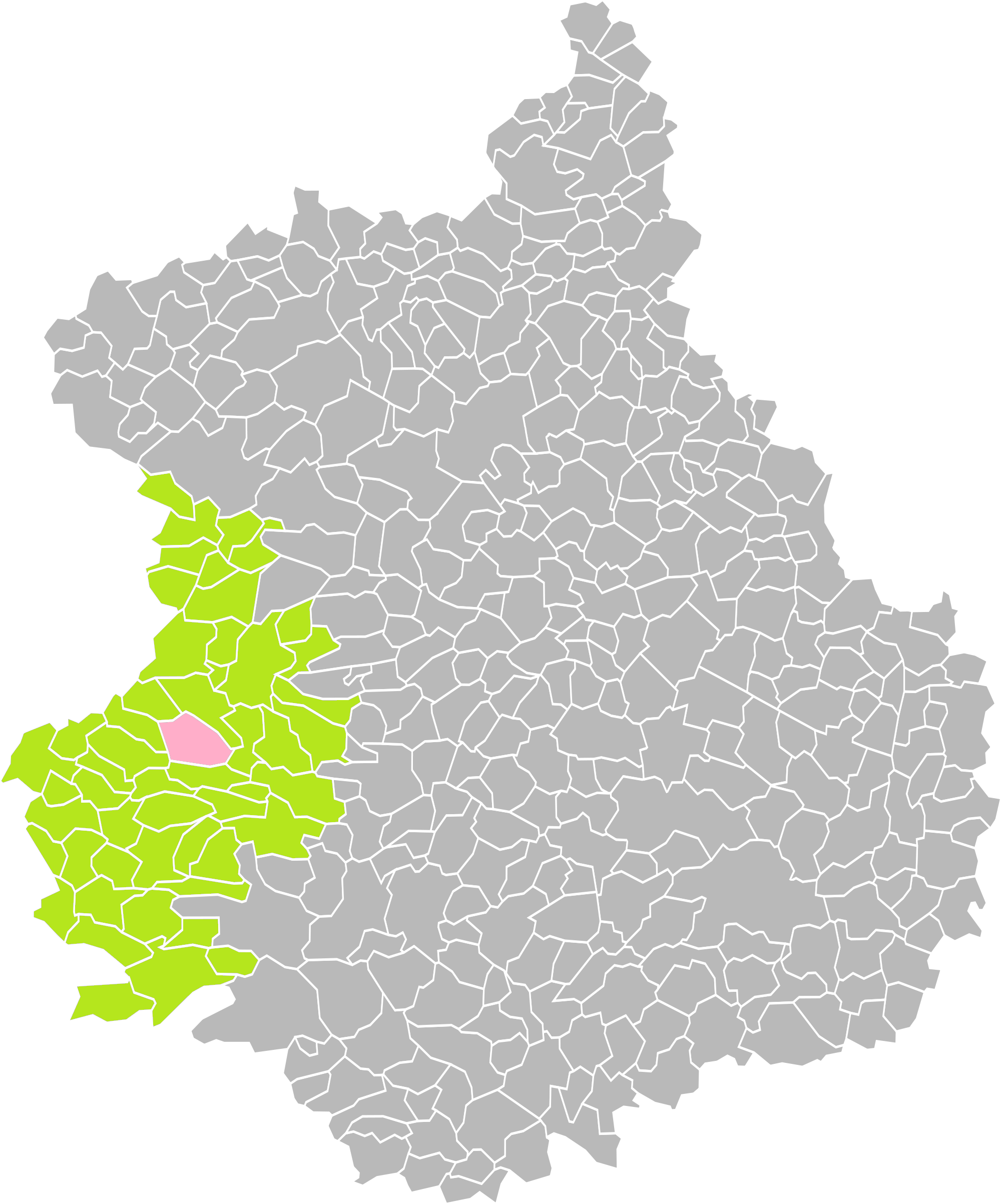
Saint-Denis-d'Authou dans son arrondissement.
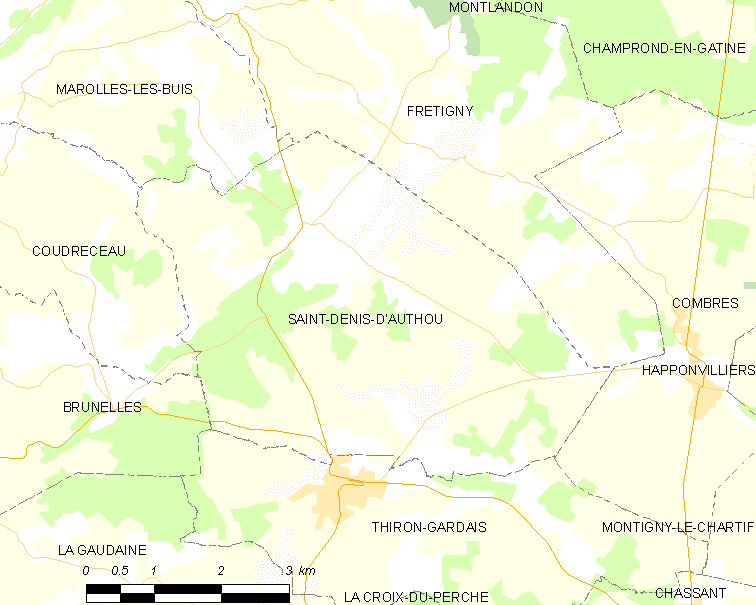
Carte de la commune de Saint-Denis-d'Authou.

### Communes limitrophes
| Marolles-les-Buis | Frétigny             | Combres        |
| Coudreceau        | Saint-Denis-d'Authou |                |
| Brunelles         | Thiron-Gardais       | Happonvilliers |

### Hydrographie
La commune est traversée par la rivière la Thironne, affluent en rive droite du Loir, lui-même sous-affluent de la Loire par la Sarthe et la Maine.
Elle est également bordée à l'ouest par la Vinette, affluent en rive gauche de la Cloche, sous-affluent de la Loire par l'Huisne.

## Histoire
- Saint-Denis-d'Authou absorbe en 1836 l'ancienne commune de Saint-Hilaire-des-Noyers[2] ;
- Le 1er janvier 2019, elle fusionne avec Frétigny pour constituer la commune nouvelle de Saintigny dont la création est actée par un arrêté préfectoral du 19 décembre 2018[3].

## Politique et administration

### Liste des maires
| Période                                  | Période          | Identité      | Étiquette | Qualité |
| ---------------------------------------- | ---------------- | ------------- | --------- | --- |
| Les données manquantes sont à compléter. |                  |               |           | |
| 1989                                     | 31 décembre 2018 | Luc Lamirault | DVD       | Conseiller général de l'ancien canton de Thiron-Gardais puis conseiller départemental du canton de Nogent-le-Rotrou |

## Population et société

### Démographie
L'évolution du nombre d'habitants est connue à travers les recensements de la population effectués dans la commune depuis 1793. Pour les communes de moins de 10 000 habitants, une enquête de recensement portant sur toute la population est réalisée tous les cinq ans, les populations de référence des années intermédiaires étant quant à elles estimées par interpolation ou extrapolation. Pour la commune, le premier recensement exhaustif entrant dans le cadre du nouveau dispositif a été réalisé en 2007.

En 2016, la commune comptait 490 habitants, en évolution de −2,2 % par rapport à 2010 (Eure-et-Loir : −0,23 %, France hors Mayotte : +2,11 %).
| 1793 | 1800 | 1806 | 1821 | 1831 | 1836 | 1841  | 1846  | 1851  |
| ---- | ---- | ---- | ---- | ---- | ---- | ----- | ----- | ----- |
| 500  | 560  | 528  | 652  | 693  | 677  | 1 019 | 1 014 | 1 016 |

| 1856 | 1861 | 1866 | 1872 | 1876 | 1881 | 1886 | 1891 | 1896 |
| ---- | ---- | ---- | ---- | ---- | ---- | ---- | ---- | ---- |
| 936  | 937  | 901  | 927  | 895  | 872  | 865  | 845  | 868  |

| 1901 | 1906 | 1911 | 1921 | 1926 | 1931 | 1936 | 1946 | 1954 |
| ---- | ---- | ---- | ---- | ---- | ---- | ---- | ---- | ---- |
| 831  | 816  | 804  | 653  | 695  | 661  | 637  | 579  | 566  |

| 1962 | 1968 | 1975 | 1982 | 1990 | 1999 | 2006 | 2007 | 2012 |
| ---- | ---- | ---- | ---- | ---- | ---- | ---- | ---- | ---- |
| 551  | 453  | 390  | 343  | 380  | 438  | 493  | 498  | 496  |

| 2016 | - | - | - | - | - | - | - | - |
| ---- | - | - | - | - | - | - | - | - |
| 490  | - | - | - | - | - | - | - | - |

## Culture locale et patrimoine

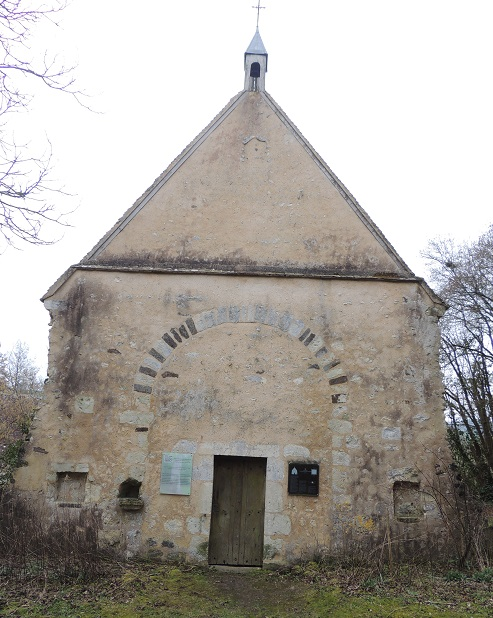
La chapelle Saint-Hilaire-des-Noyers.

### Lieux et monuments

#### Église Saint-Denis
L'église possède des fonts baptismaux du XVIe siècle inscrits en tant qu'objet monument historique, ainsi qu'une cloche du XVIIIe siècle, classée.

#### Chapelle Saint-Hilaire-des-Noyers
Ancienne église paroissiale de Saint-Hilaire-des-Noyers, actuelle chapelle Saint-Hilaire-des-Noyers du XIIe siècle,  Inscrit MH (1995).
Elle possède une charpente en chêne, à chevron portant fermes, datée des années 1198-1199.

#### Oratoire Notre-Dame de la Délivrande
L'oratoire est situé au bord de la Vinette.

### Héraldique
| Blason de Saint-Denis-d'Authou | Blason  | Coupé : au 1er parti au I de sinople à un crosseron d'or, au II d'argent à trois chevrons de gueules, au 2d d'azur à une couleuvre d'or ondoyant en pal et languée de gueules, accostée de deux épis de blé tigés et feuillés d'or, celui de dextre posé en bande et celui de senestre en barre. |
| Blason de Saint-Denis-d'Authou | Détails | Le statut officiel du blason reste à déterminer. |